# Anne LaBastille
Anne LaBastille, née le 20 novembre 1933 et morte le 1er juillet 2011, est une photographe, autrice et écologue américaine, notamment connue pour ses ouvrages Woodswoman, Beyond Black Bear Lake, et Women of the Wilderness. Elle a été récompensée par le World Wildlife Fund et le Club des explorateurs pour son travail de pionnière en écologie aux États-Unis et au Guatemala. LaBastille est également célèbre pour ses photographies de nature.

## Jeunesse
LaBastille naît à Montclair le 20 novembre 1933. Elle est la seule enfant de Ferdinand LaBastille, professeur, et d'Irma Goebel, musicienne, pianiste concertiste et actrice de théâtre. Son nom complet est Mariette Anne LaBastille, mais elle n'utilise pas son prénom. Alors que sa date de naissance est souvent mentionnée comme étant le 20 novembre 1935, sa véritable date de naissance est le 20 novembre 1933, ce que Valerie J. Nelson du Los Angeles Times a découvert lors de la préparation de la nécrologie de LaBastille. LaBastille est mariée pendant sept ans à CV "Major" Bowes (né le 29 avril 1919 et décédé le 25 octobre 2012). Ils n'ont pas d'enfants.

## Formation et carrière
LaBastille obtient une licence en conservation des ressources naturelles de l'université Cornell en 1955, une maîtrise en gestion de la faune de l'université d'État du Colorado en 1958 et un doctorat en écologie de la faune de l'université Cornell en 1969,.
LaBastille commencé sa carrière en tant que rédactrice collaboratrice de plusieurs magazines animaliers, dont Sierra Club et National Geographic. Elle devient guide agréée de l'État de New York dans les années 1970 et offre ses services de guide pour des randonnées pédestres et des excursions en canoë dans les Adirondacks. Elle donne des ateliers et des conférences sur la nature sauvage pendant plus de quarante ans, rejoint plusieurs organisations de conservation des montagnes Adirondack de New York et siège au conseil des commissaires du Parc Adirondack pendant 17 ans. Elle voyage à travers le monde et travaille avec de nombreuses organisations à but non lucratif pour étudier et atténuer les effets destructeurs des pluies acides et de la pollution sur les lacs et la faune. En 1960, elle voyage au Guatemala où elle apprend l'existence du Grèbe de l'Atitlan, qu'elle tente ensuite de sauver pendant plusieurs dizaines d'années. L'histoire de cette extinction est narrée par LaBastille dans le livre Mama Poc.

## La sérieWoodswoman
Les livres les plus populaires de LaBastille, la série Woodswoman, sont un ensemble de quatre mémoires couvrant quatre décennies de sa vie dans les montagnes Adirondack et relatent sa relation avec la nature sauvage. Inspirée par le Walden d'Henry David Thoreau, LaBastille achète un terrain au bord d'un lac de montagne dans les Adirondacks, et y construit une cabane en rondins en 1964. Au début de son premier livre, Woodswoman (1976), elle documente le processus d'obtention des matériaux et de construction de la cabane avec l'aide de deux charpentiers locaux. Pour éviter de couper la forêt ancienne sur sa propriété, elle achète des grumes précoupées à une scierie locale et utilise du bois acheté en magasin pour construire les solives de plancher, le toit, les cadres de porte et les cadres de fenêtre. Le reste de Woodswoman narre ses aventures dans cette cabane en rondins sans confort comme l'électricité ou l'eau courante, ainsi que ses explorations dans la nature sauvage des Adirondacks. Dans son deuxième livre, Beyond Black Bear Lake (1987), elle décrit comment elle a construit sa deuxième cabane plus petite, Thoreau II, sur une zone plus éloignée de sa propriété afin d'obtenir une expérience plus proche de Walden. Les premier et deuxième livres explorent ses amitiés, ses romances, son précédent mariage, ses liens étroits avec ses chiens bergers allemands, le flux et le reflux de la nature et ses efforts de conservation. Elle mène des recherches sur le grèbe à bec géant, en voie de disparition et finalement éteint.
Les deux derniers livres de la série, Woodswoman III (1997) et Woodswoman IV (2003), sont publiés par la société d'édition de LaBastille, West of the Wind Publications. Dans ces deux volumes, LaBastille inclut des histoires illustrant la difficulté croissante de concilier une carrière aux multiples facettes composée d'écriture indépendante, d'enseignement universitaire et de travail de conseil en conservation, avec son désir toujours présent de se retirer dans la nature. Dans Woodswoman III, elle explique également comment les polluants contaminent son lac qui constitue sa seule source d'eau potable. Pour cette raison, elle achète une ferme près du hameau de Wadhams dans la ville de Westport près de la rive ouest du lac Champlain. La ferme a des commodités modernes telles que le téléphone et l'électricité, mais se trouve dans les limites du parc Adirondack. Elle décrit dans Woodswoman IV comment sa position catégorique contre le développement du parc des Adirondacks a créé des conflits et lui vaut des ennemis. Elle reçoit des menaces de mort, sa cabane isolée est cambriolée et une grange sur sa propriété de Westport est incendiée. Elle commence à travailler sur Woodswoman V peu de temps après la publication de Woodswoman IV. Elle explique que l'auto-édition est bien plus lucrative, mais lui enlève un temps précieux dont elle a besoin pour écrire. Elle ne termine jamais Woodswoman V.

## Projet Documerica
LaBastille fait partie du projet Documerica (en) développé par l'Environmental Protection Agency (EPA). De 1971 à 1977, l'EPA embauche des photographes indépendants pour photographier les zones à problèmes environnementaux et ses activités. Les photos de LaBastille sont principalement prises dans le nord de l'État de New York et montrent différents sujets comme la nature et la faune, les problèmes environnementaux, l'étalement urbain et la vie quotidienne dans les petites villes.

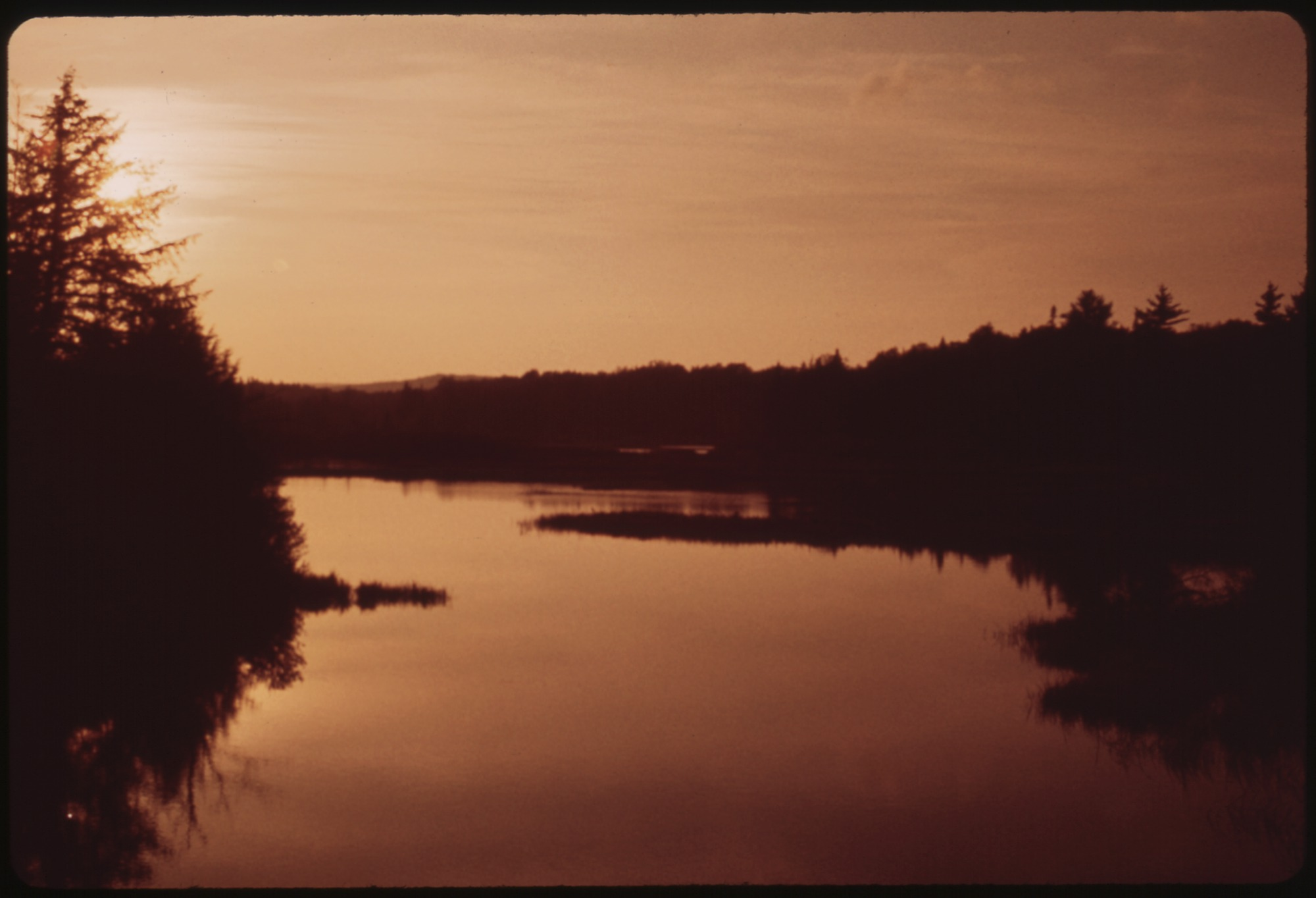
Branche nord de la rivière Moose vue du pont de Thendara, coucher de soleil, 1973
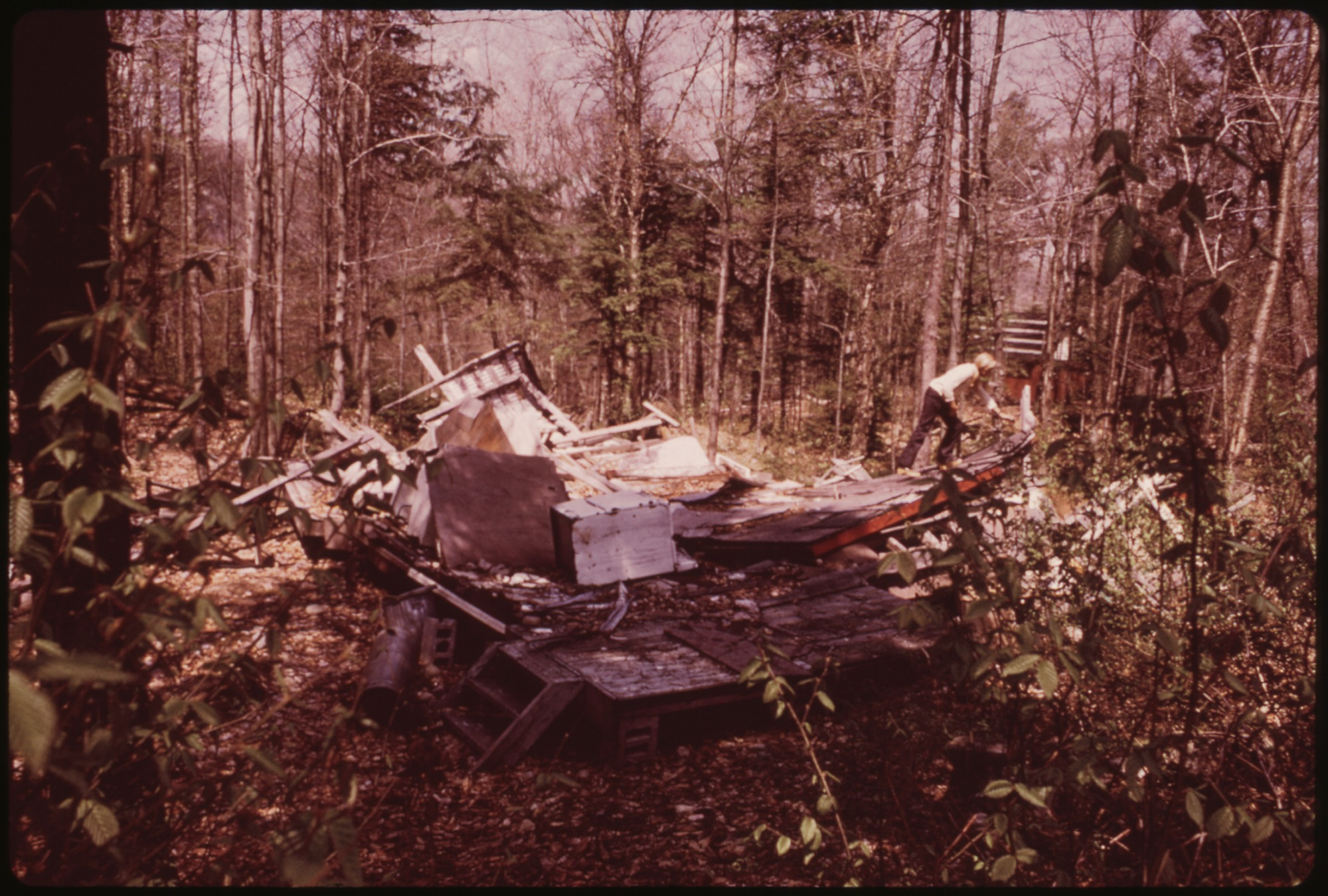
Vestiges d'un chalet d'été qui s'est effondré sous le poids de la neige de l'hiver, 1973
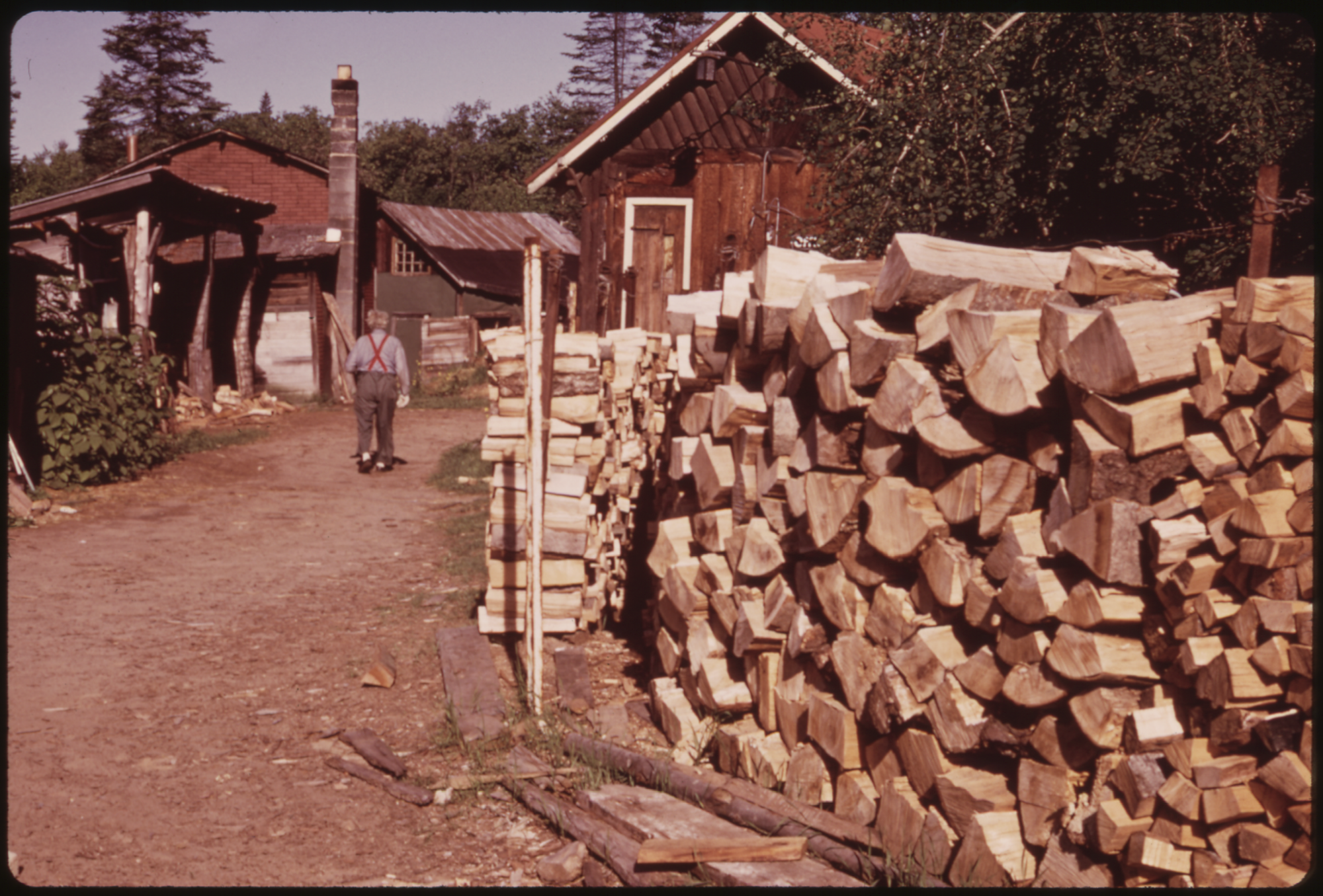
Grumes de rebut à vendre, empilées à Big Moose, 1973
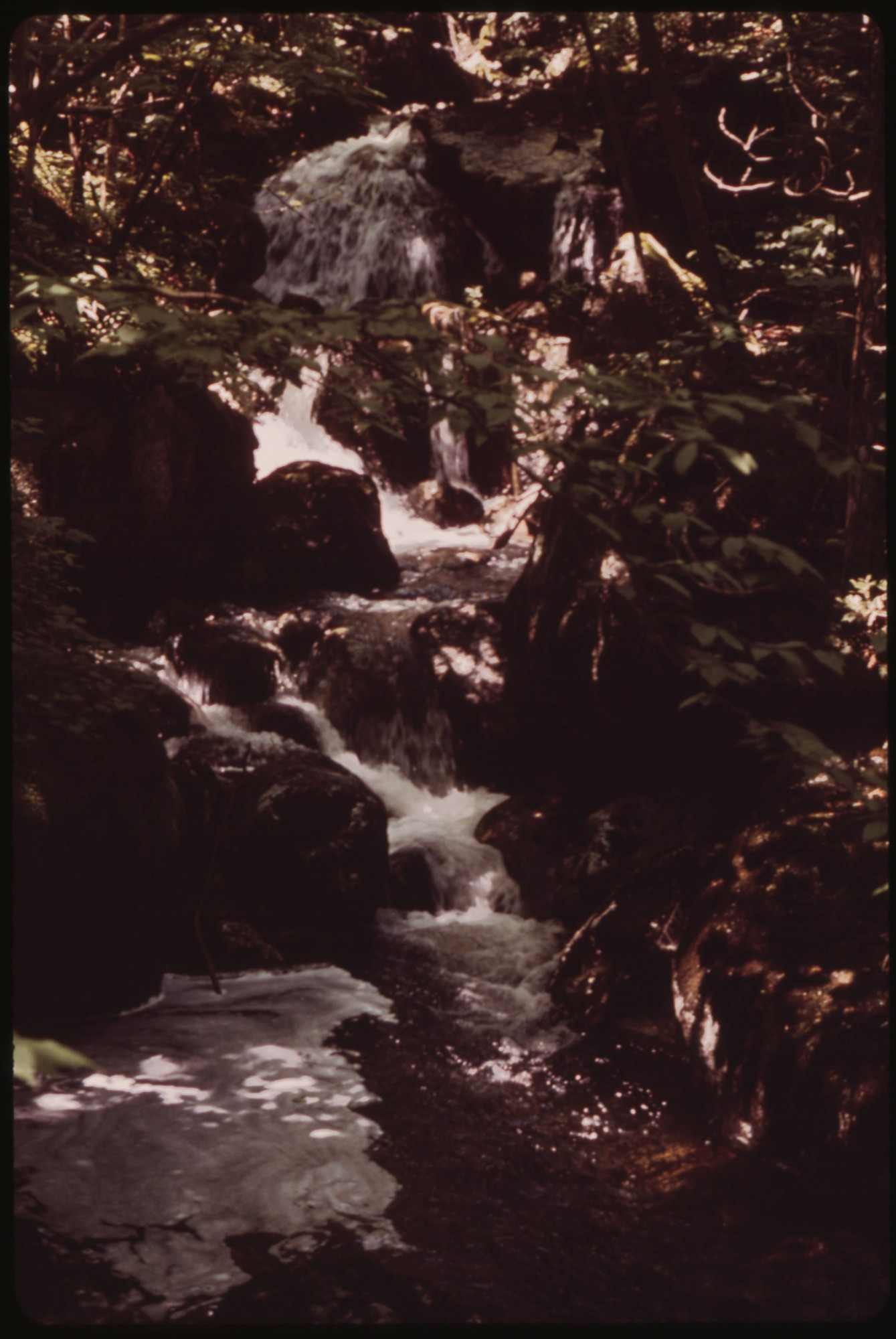
Ruisseau à côté du sentier menant au pic Algonquin, 1973
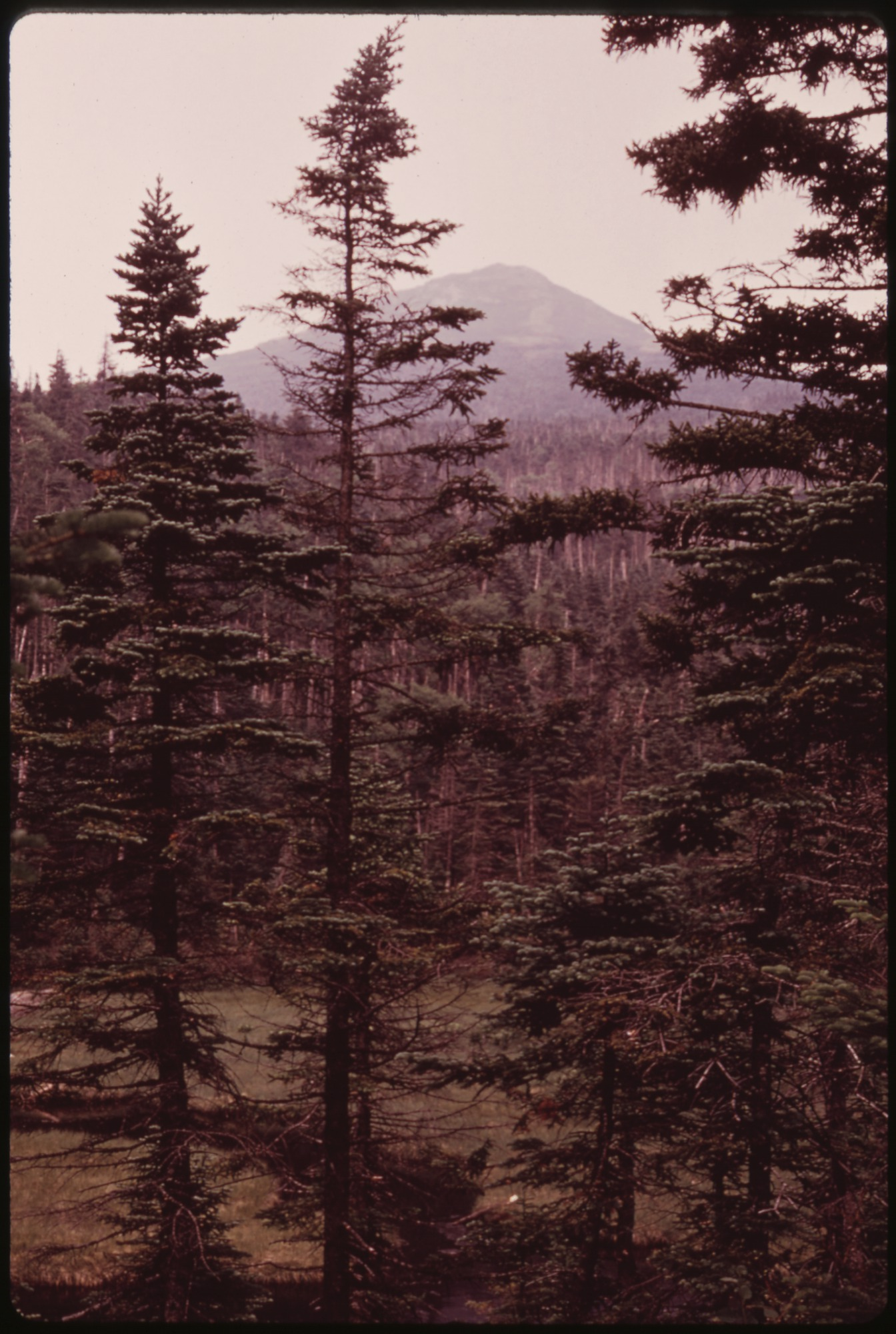
Sommet du mont Marcy, New York, 1973
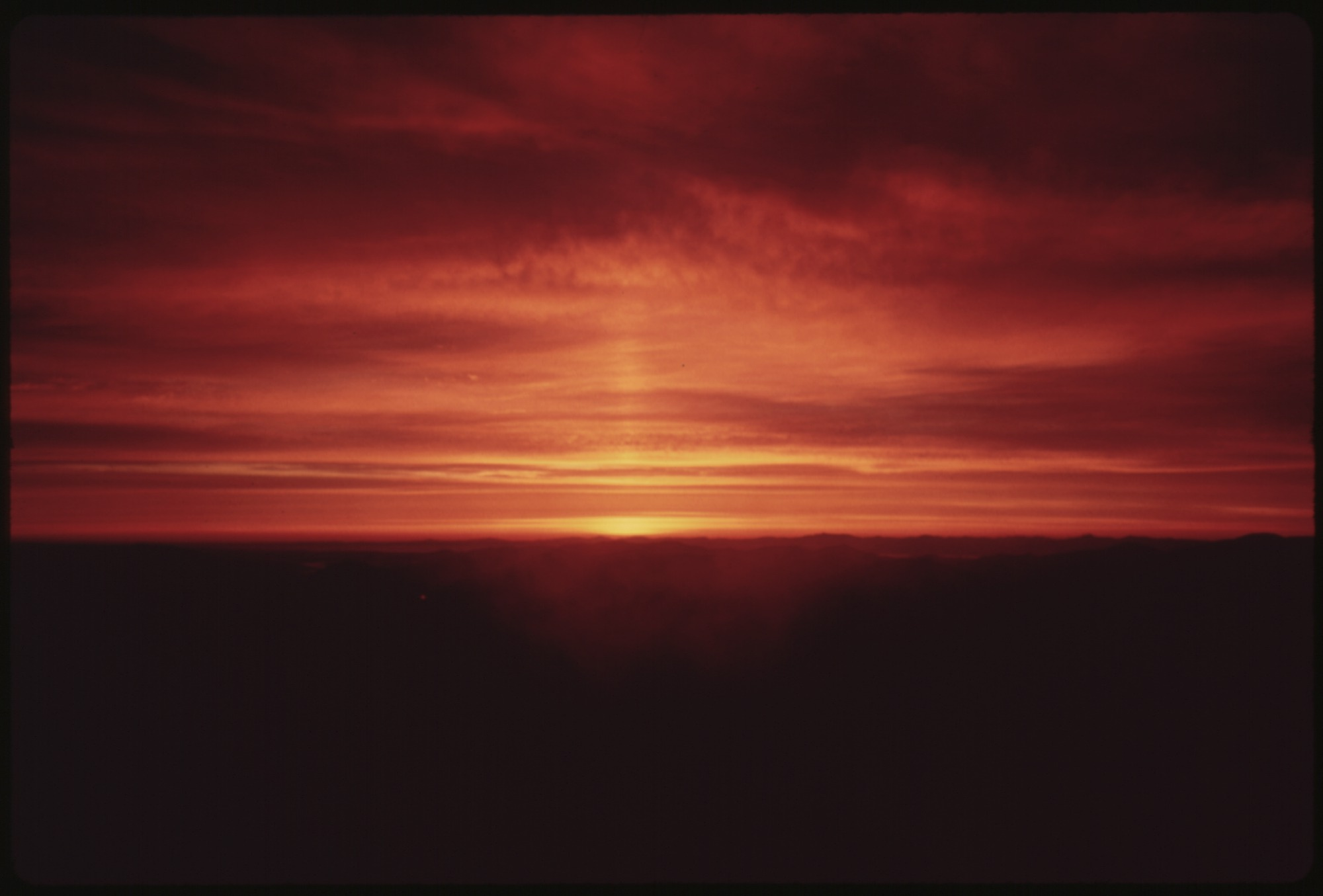
Coucher de soleil vu du sommet du pic Algonquin, 1973

## Fin de vie
Dans ses dernières années, LaBastille commence à passer de moins en moins de temps dans sa retraite de montagne. Dans Woodswoman IV et dans une interview avec le Cornell Alumni Magazine, LaBastille affirme que la hausse des températures mondiales a transformé une maison habitable toute l'année en une retraite saisonnière. Au cours des années 1960 et au début des années 1970, une épaisse couche de glace se formait sur le lac, permettant de faire de la raquette sur sa surface de fin novembre à fin avril. Mais au cours des années suivantes, les températures hivernales plus chaudes et les averses de pluie de février ont aminci la glace du lac, rendant les voyages à travers le lac dangereux et imprévisibles. Sans voisins à l'année ni téléphone en cas d'urgence, LaBastille a choisi de ne plus passer l'hiver au chalet. Elle a plutôt passé plus de temps dans sa ferme près du lac Champlain. Néanmoins, elle a écrit qu'elle gardait sa retraite de montagne comme son lieu de « refuge, calme, comme un endroit paisible pour écrire et contempler »,. En 2007, elle vit encore à temps partiel dans sa cabane au bord du lac. En 2008, LaBastille tombe malade et ne peut rester chez elle. John Davis, directeur de la conservation du Conseil des Adirondacks, écrit à propos de son voyage à travers les Adirondacks en 2008 : « Chère amie et championne du parc depuis des décennies, Anne LaBastille va, pour la première fois de sa vie, manquer un été dans sa cabane bien-aimée au nord d'ici, en raison de problèmes de santé. » LaBastille meurt de la maladie d'Alzheimer dans une maison de retraite à Plattsburgh, New York, le 1er juillet 2011 .

## Récompenses
- 1974 : Médaille d'or du WWF pour la nature pour la conservation[12]
- 1980 : Doctorat honorifique en littérature et lettres humaines de l'Union College, Schenectady, NY
- 1984 : Citation du Mérite du Club des Explorateurs[13].
- 1986 : Outstanding Alumni Award, Cornell University, College of Agriculture and Life Sciences[14]
- 1987 : Warner College of Natural Resources Honour Alumnus / Alumna Award, Colorado State University[15]
- 1988 : Jade of Chiefs Award de la Outdoor Writers Association of America[16]
- 1990 : Doctorat honoris causa en lettres du Ripon College, Wisconsin[17].
- 1990 : Docteur honoris causa en sciences de l'université d'État de New York à Albany[18]
- 1993 : Médaille d'or de la Society of Woman Geographers[19]
- 1994 : Prix Roger Tory Peterson pour l'éducateur national de la nature.
- 2001 : Chaire d'excellence Wayne G. Basler pour l'intégration des arts, de la rhétorique et des sciences à l'East Tennessee State University
- 2008 : Lifetime Achievement Award, Adirondack Literary Awards[20]
- 2008 : Howard Zahniser Adirondack Award décerné par l'Association pour la protection des Adirondacks[21].
- 2009 : Lauréate du Mois national de l'histoire des femmes, 2009 : Les femmes prennent l'initiative de sauver notre planète[22]

## Livres
- Bird kingdom of the Mayas, Illustrated by Anita Benarde. Van Nostrand, Princeton, NJ. 1967.
- White-tailed Deer, National Wildlife Federation, 1973 (ISBN 0-912186-00-3)
- Wild Bobcats, National Wildlife Federation, 1973 (ISBN 0-912186-07-0)
- The Opossums, Ranger Rick's Best Friends, National Wildlife Federation, 1974 (ISBN 0-912186-08-9)
- The Seal Family, National  Wildlife Federation 1974 (ISBN 0-912186-09-7)
- Assignment: Wildlife, Dutton, New York, 1980 (ISBN 0-525-05910-5)
- Women and Wilderness, Sierra Club Books, San Francisco, 1980 (ISBN 0-87156-234-0)
- Mama Poc : An ecologist's account of the extinction of a species, W.W. Norton, New York. 1990. (ISBN 0-393-02830-5)
- The Wilderness World of Anne LaBastille, West of the Wind Publications, Westport, N.Y. 1992. (ISBN 0-9632846-0-6)
- Birds of the Mayas: Maya Folk Tales : Field guide to birds of the Maya world : Complete check list of birds, West of the Wind Publications, Westport, N.Y. 1993.
- Jaguar Totem, West of the Wind Publications, Westport, N.Y. 1999.   (ISBN 0-9632846-2-2)

### SérieWoodswoman
- Woodswoman, E. P. Dutton, New York, 1976. (ISBN 0-525-23715-1)
- Beyond Black Bear Lake, Norton, New York, 1987. (ISBN 0-393-02388-5)
- Woodswoman III: Book three of the Woodswoman's adventures, West of the Wind Publications, Westport, N.Y. 1997. (ISBN 0-9632846-1-4)
- Woodswoman IV: Book four of the Woodswoman's adventures, West of the Wind Publications, Westport, N.Y. 2003  (ISBN 0-9632846-3-0)